# Eremiaphila bifasciata
Eremiaphila bifasciata es una especie de mantis de la familia Eremiaphilidae.

## Distribución geográfica
Se encuentra en Chad.